# Tingupa sinuosa
Tingupa sinuosa är en mångfotingart som beskrevs av Shear 1981. Tingupa sinuosa ingår i släktet Tingupa och familjen Tingupidae. Inga underarter finns listade i Catalogue of Life.